# Kote Mardzjanisjvili-theater

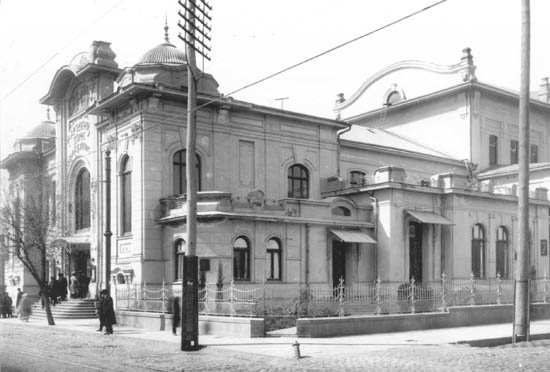
Gebouw van het Mardzjanisjvili-theater, begin 20e eeuw.

Het gebouw in 2009.

Het Kote Mardzjanisjvili-theater (Georgisch: კოტე მარჯანიშვილის სახელობის სახელმწიფო აკადემიური დრამატული თეატრი) is het tweede staatstheater van Tbilisi, Georgië. Het werd in 1928 in Koetaisi opgericht door Kote Mardzjanisjvili. In 1930 verhuisde de schouwburg naar Tbilisi waar het zich vestigde in de voormalige openbare bibliotheek van de gebroeders Tsoebalasjvili, waar het thans nog steeds gevestigd is.
Het art-nouveau-gebouw werd in 2006 volledig gerenoveerd en heropende met de première van de Driestuiversopera van Bertolt Brecht.